# مارك أديس
مارك أديس (بالإنجليزية: Mark Addis)‏ هو فيلسوف بريطاني، ولد في 1959 في بولتن في المملكة المتحدة.

## وصلات خارجية
- مارك أديس على موقع IMDb (الإنجليزية)